# Michael Christensen (architecte)
Pour les articles homonymes, voir Michael Christensen.
Michael Christensen (né en 1960) est un architecte danois.